# Anagrapheus

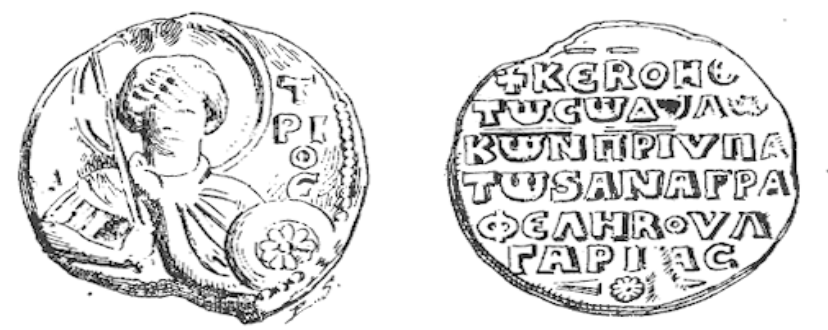
Sceau de Constantin, anagrapheus de Bulgarie

L’anagrapheus (en grec byzantin ἀναγραφεύς / anagrapheús) est dans l'Empire byzantin un « recenseur », un fonctionnaire fiscal au rôle proche de celui de l'épopte. Sa fonction majeure est la révision du cadastre et présuppose la mesure des terres — Théophylacte d'Ochrid et Michel Choniatès accusent les anagrapheis d'utiliser de fausses mesures. L'anagrapheus est généralement attaché à un thème spécifique, mais peut l'être aussi à un département administratif (par exemple, l’anagrapheus des kontaratoi et des marins).
Après 1204, il est remplacé par l'apographeus.